# Giannino Pieralisi Volley
Maillots
Le Giannino Pieralisi Volley est un club italien de volley-ball féminin fondé en 1969 et basé à Jesi, qui évolue pour la saison 2017-2018 en Serie B2.

## Historique
- Vini Monte Schiavo Jesi (1996–2001)
- Monte Schiavo Banca Marche Jesi (2001–2010)
- Giannino Pieralisi Volley (2010–...)

## Palmarès
- Challenge Cup[2]
  - Vainqueur : 2009.
- Coupe de la CEV
  - Finaliste : 2004.
- Championnat d'Italie[2]
  - Finaliste : 2006, 2007.
- Coupe d'Italie[2]
  - Finaliste : 2003, 2006.
- Supercoupe d'Italie
  - Finaliste : 2007.
- Coupe d'Italie A2
  - Finaliste : 2000, 2001.

## Effectifs

### Saison 2009-2010
Entraîneur : Dragan Nešić  Serbie
| No  | Nom                | Date de Naissance  | Taille | Poids | Nationalité | Poste                     |
| --- | ------------------ | ------------------ | ------ | ----- | ----------- | ------------------------- |
| 3.  | Martina Mataloni   | 1er septembre 1988 | 162    |       | Italie      | Libero                    |
| 5.  | Lioubov Sokolova   | 4 décembre 1977    | 193    | 73    | Russie      | Réceptionneuse-attaquante |
| 6.  | Claudia Mazzoni    | 14 octobre 1980    | 170    |       | Italie      | Libero                    |
| 7.  | Chiara Negrini     | 27 avril 1979      | 183    | 68    | Italie      | Réceptionneuse-attaquante |
| 8.  | Simona Rinieri     | 1er septembre 1977 | 188    | 85    | Italie      | Réceptionneuse-attaquante |
| 9.  | Heather Bown       | 29 novembre 1978   | 188    | 90    | États-Unis  | Centrale                  |
| 10. | Moira Cerioni      | 27 septembre 1977  | 170    |       | Italie      | Passeuse                  |
| 11. | Francesca Devetag  | 13 novembre 1986   | 186    |       | Italie      | Centrale                  |
| 13. | Raffaella Calloni  | 4 mai 1983         | 187    | 74    | Italie      | Centrale                  |
| 14. | Stefania Dall'Igna | 22 novembre 1984   | 175    | 65    | Italie      | Passeuse                  |
| 16. | Valentina Tirozzi  | 26 mars 1986       | 183    | 72    | Italie      | Réceptionneuse-attaquante |